# Resolució 2151 del Consell de Seguretat de les Nacions Unides
La Resolució 2151 del Consell de Seguretat de les Nacions Unides fou adoptada per unanimitat el 28 d'abril de 2014. A proposta de Nigèria, el Consell va subratllar la importància de la reforma dels serveis de seguretat d'un país després d'un conflicte armat per la pau i la recuperació.

## Contingut
Després d'un conflicte en un país, és important que es reformin el sector de la seguretat, l'exèrcit i la policia d'aquest país. D'aquesta manera es pot preservar la pau i l'estabilitat, lluitar contra la pobresa, aplicar la llei i l'autoritat de l'estat, evitar els conflictes ulteriors i sancionar violacions dels drets humans i del dret internacional humanitari. La supervisió governamental dels serveis de seguretat també és important. Però el propi país ha de decidir sobre això.
Els serveis de seguretat eficients, professionals, responsables i no discriminatoris amb respecte als drets humans i l'aplicació de la llei són la pedra angular de la pau i el desenvolupament sostenible i són importants per evitar conflictes. La major part de les ajudes que l'ONU ofereix per reformar els serveis de seguretat es donen als països africans i alhora una sèrie de països africans s'han convertir en proveïdors importants d'aquesta ajuda. La reforma dels serveis de seguretat és un element central de les operacions de pau, i cada vegada hi ha més complexitat en aquestes operacions.
La reforma dels serveis de seguretat es va fer com a part d'un procés polític nacional general, que seria recolzat per tota la societat. S'ha de prestar especial atenció a la protecció dels nens, les escoles i els hospitals. L'ONU és l'organització adequada per ajudar-hi i també en té molta experiència. A més, la cooperació amb organitzacions regionals és important. Es va demanar al Secretari General que promogués la cooperació amb la Unió Africana.